# Arthur's Seat
Arthur's Seat ("El asiento de Arturo") es el pico principal de un grupo de colinas que forman la mayor parte de Holyrood Park, un espacio natural con un paisaje similar a los Highlands cerca del centro de Edimburgo (Escocia), aproximadamente kilómetro y medio al este del Castillo de Edimburgo. Las colinas se elevan sobre la ciudad hasta una altura de 251 m y proporciona una vista panorámica de la ciudad; además es muy sencillo de escalar, lo que lo convierte en un paseo muy popular. Aunque se puede ascender desde casi cualquier dirección, la forma más sencilla es desde el este, con suaves cuestas cubiertas de hierba sobre el Dunsapie Loch.
Es común pensar que su nombre es una derivación de las leyendas del Rey Arturo, tal y como aparecen en el Y Gododdin.  Sin embargo, también se ha sugerido que puede ser una corrupción de Archer's Seat ("El asiento del arquero"), dado que esta roca era un punto significativo en la defensa de la ciudad.

## Geología
Al igual que la roca sobre la que se asienta el Castillo de Edimburgo, Arthur's Seat se formó a partir de un sistema de volcanes extintos del periodo Carbonífero (hace aproximadamente 350 millones de años), que fue erosionado durante el Cuaternario por un glaciar que se movía de oeste a este, dejando expusto el bloque de roca hacia el oeste y depositando los materiales arrastrados en el lado este. Así se formaron las colinas conocidas como Salisbury Crags, convertidas en acantilados de basalto entre Arthur's Seat y el centro de la ciudad.

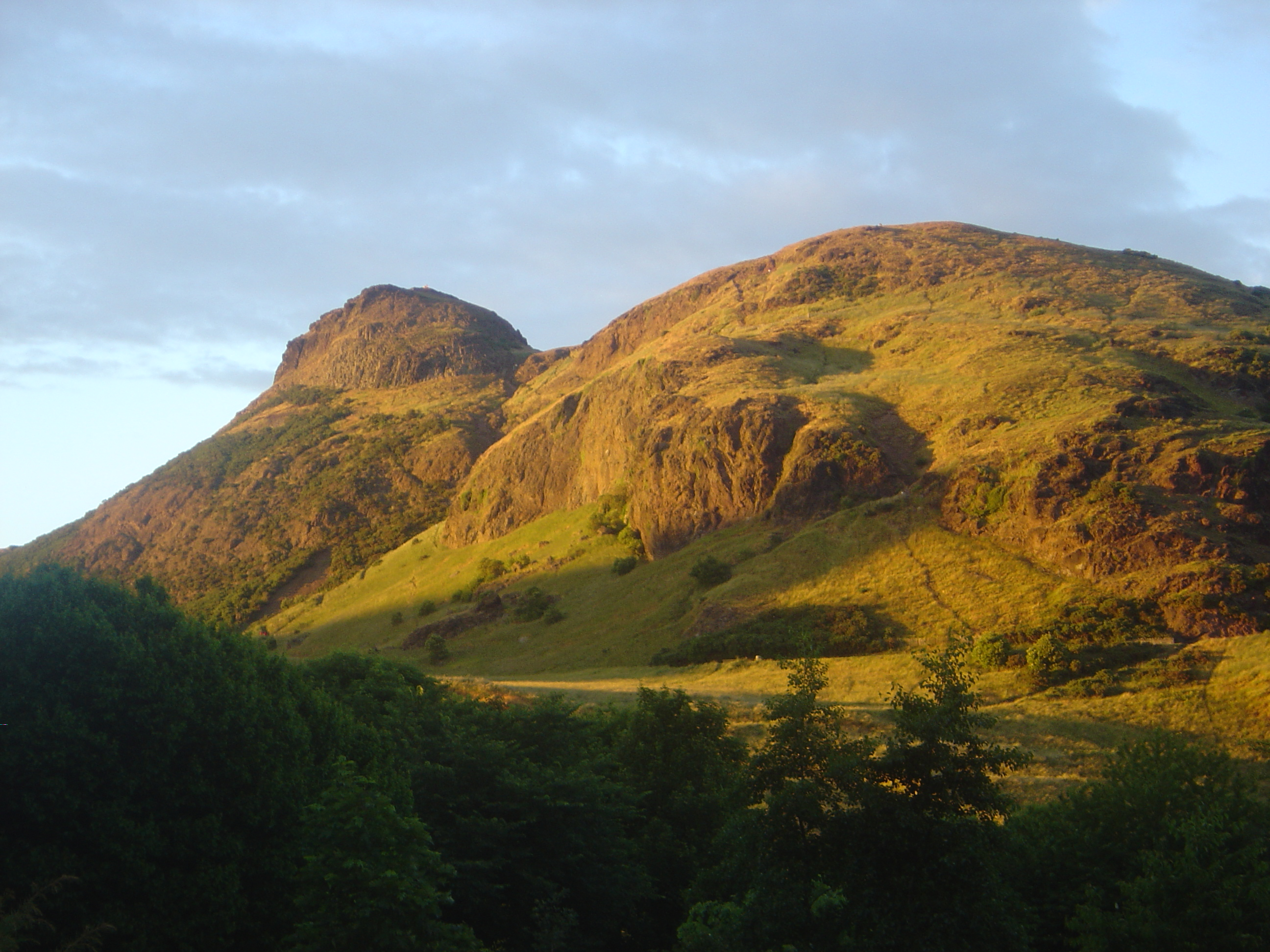
Arthur's Seat al atardecer.

Arthur's Seat y las Salisbury Crags fueron fundamentales en el desarrollo de la geología moderna tal y como hoy la entendemos. Fue en estas áreas donde James Hutton observó que el depósito de rocas sedimentarias y la formación de rocas ígneas debieron suceder en épocas distintas y mediante procesos distintos a los que por aquel entonces se pensaba. Es posible incluso ver la zona de los Salisbury Crags -conocida como "Sección de Hutton"- en la que el magma se abrió paso entre las rocas sedimentarias para formar sills de dolerita.
Tanto por sus características geológicas como por su proximidad a una gran ciudad, Arthur's Seat es a menudo comparado con Cavehill, en Belfast.

## Historia
Alrededor del bloque principal que compone Arthur's Seat es posible encontrar diversos Castros, algunos de los cuales son indudablemente prehistóricos. Estos fuertes probablemente pertenecieran a los Votadini, sobre quienes trata el poema Y Gododdin, escrito alrededor del año 600. El poema incluye un símil en que se compara a un guerrero con el Rey Arturo, lo cual -si no se trata de un añadido posterior- podría ser una de las primeras referencias a este personaje legendario. Este pasaje también apoya la teoría de que su fama alcanzó esta zona, y de que por tanto la colina fue nombrada en su honor.
También quedan algunos restos visibles de otro fuerte de la Edad del Hierro, así como de varias terrazas de cultivo. En 1836,  en una cueva situada casi en la cima de la colina, se descubrieron diecisiete pequeños ataúdes que contenían una pequeña figura tallada. Su existencia nunca ha podido ser explicada de modo completamente satisfactorio, aunque se han sugerido posibles asociaciones con ritos de brujería. Una explicación alternativa los explica como un memorial a las víctimas de los asesinos  William Burke (1792-1829) y William Hare (muerto h. 1860).
El 6 de agosto de 2006 se produjo un incendio en la colina. Las brigadas antiincendios recibieron más de 100 llamadas, desde lugares tan lejanos como Burntisland (Fife). Después de arder durante casi 24 horas, 3.000 m² de la fachada norte quedaron calcinados. Un nuevo incendio el 13 de septiembre calcinó otros 3.000 m² de terreno, sin que se haya podido explicar cómo se iniciaron estos incendios.
La Guy Fawkes Night o "Noche de Guy Fawkes" (el 5 de noviembre) ha sido especialmente desgraciada para Arthur's Seat en los últimos años: tanto en 2006 como en 2007, la colina comenzó a arder a causa de fuegos artificiales mal dirigidos. En el incendio de 2006 el fuego bloqueó el camino de bajada, por lo que cientos de personas quedaron atrapadas en lo alto de la colina.